# SHV-Cup (pallamano maschile)
La SHV-Cup è la coppa nazionale svizzera di pallamano maschile; è organizzata dalla Schweizerischer Handball-Verband, la federazione svizzera di pallamano.

La prima stagione si disputò nel 1979; dall'origine a tutto il 2024 si sono tenute 28 edizioni del torneo.

La squadra che vanta il maggior numero di coppe vinte è il Kadetten Schaffhausen con 10 titoli (l'ultimo nel 2023); l'attuale squadra campione in carica è il HC Kreins-Luzern.

## Albo d'oro
| Edizione | Vincitore           |
| -------- | ------------------- |
| 1979-80  | St. Otmar San Gallo |
| 1980-81  | St. Otmar San Gallo |
| 1997-98  | Pfadi Winterthur    |
| 1998-99  | Kadetten Sciaffusa  |
| 1999-00  | St. Otmar San Gallo |
| 2000-01  | St. Otmar San Gallo |
| 2001-02  | Wacker Thun         |
| 2002-03  | Pfadi Winterthur    |
| 2003-04  | Kadetten Sciaffusa  |
| 2004-05  | Kadetten Sciaffusa  |
| 2005-06  | Wacker Thun         |
| 2006-07  | Kadetten Sciaffusa  |
| 2007-08  | Kadetten Sciaffusa  |
| 2008-09  | ZMC Amicitia        |
| 2009-10  | Pfadi Winterthur    |
| 2010-11  | Kadetten Sciaffusa  |
| 2011-12  | Wacker Thun         |
| 2012-13  | Wacker Thun         |
| 2013-14  | Kadetten Sciaffusa  |
| 2014-15  | Pfadi Winterthur    |
| 2015-16  | Kadetten Sciaffusa  |
| 2016-17  | Wacker Thun         |
| 2017-18  | Pfadi Winterthur    |
| 2018-19  | Wacker Thun         |
| 2019-20  | non assegnata       |
| 2020-21  | Kadetten Sciaffusa  |
| 2021-22  | GC Amicitia Zurigo  |
| 2022-23  | Kadetten Sciaffusa  |
| 2023-24  | Kriens-Luzern       |
| 2024-25  | Kriens-Luzern       |

## Riepilogo vittorie per club
| Numero | Club                | Anni                                                                                     |
| ------ | ------------------- | ---------------------------------------------------------------------------------------- |
| 10     | Kadetten Sciaffusa  | 1998-99, 2003-04, 2004-05, 2006-07, 2007-08, 2010-11, 2013-14, 2015-16, 2020-21, 2023-24 |
| 6      | Wacker Thun         | 2001-02, 2005-06, 2011-12, 2012-13, 2016-17, 2018-19                                     |
| 5      | Pfadi Winterthur    | 1997-98, 2002-03, 2009-10, 2014-15, 2017-18                                              |
| 4      | St. Otmar San Gallo | 1979-80, 1980-81, 1999-00, 2000-01                                                       |
| 2      | Kriens-Luzern       | 2022-23, 2024-25                                                                         |
| 2      | GC Amicitia Zurigo  | 2008-09, 2021-22                                                                         |